# 金南珠 (1971年)
金南珠（韓語：김남주，1971年5月10日—），韓國女演員，1992年參加韓國小姐的競選之後進入演藝圈，1996年以《都市男女》中都會女子形象獲得關注。

## 個人生活
兩歲時父親過世，是在單親家庭中成長。2005年5月25日與演員金勝友結婚，2005年与2008年分别生下一女一子。

## 演出作品

### 電視劇
- 1993年：SBS《恐龍老師》
- 1994年：SBS《神秘的鏡子》
- 1996年：SBS《都市男女》
- 1997年：SBS《男子大作戰》
- 1997年：SBS《天橋風雲》飾 宋慶琳
- 1998年：SBS《我心盪漾》
- 1998年：SBS《熱血刑事》飾 徐希廷
- 1999年：MBC《王朝》又譯《铁汉柔情》
- 1999年：SBS《水晶》
- 2001年：MBC《那女人的家》飾 金英旭
- 2009年：MBC《賢內助女王》飾 千智爱
- 2010年：MBC《逆轉女王》飾 黄泰熙
- 2012年：KBS《順藤而上的你》飾 車允熙
- 2018年：JTBC《Misty》飾 高惠蘭
- 2024年：MBC《美好世界》飾 殷秀賢

### 電影
- 2001年：《I Love You》
- 2007年：《Voice Of A Murderer》

## 主持
- 2001年：KBS《演藝家中介》 MC
- 2001年：MBC演技大賞 MC

## 獲獎
| 年份   | 颁奖礼                    | 獎項                      | 作品             | 結果 |
| ------ | ------------------------- | ------------------------- | ---------------- | ---- |
| 1996年 | SBS演技大賞               | 新人賞                    | 《都市男女》     | 獲獎 |
| 2001年 | MBC演技大賞               | 最優秀演技賞              | 《那女人的家》   | 獲獎 |
| 2001年 | MBC演技大賞               | 人氣賞                    | 《那女人的家》   | 獲獎 |
| 2009年 | 廣播影像大賞－演員賞      | 文化部長官獎              | 《賢內助女王》   | 獲獎 |
| 2009年 | MBC演技大賞               | 最優秀演技賞              | 《賢內助女王》   | 獲獎 |
| 2010年 | 第46屆百想藝術大賞        | 電視劇部門 最佳女子演技賞 | 《賢內助女王》   | 獲獎 |
| 2010年 | MBC演技大賞               | 大賞                      | 《逆轉女王》     | 獲獎 |
| 2012年 | 第5屆韓國電視劇節         | 演技大賞                  | 《順藤而上的你》 | 獲獎 |
| 2012年 | 畫梅獎                    | 最優秀女演員賞            | 《順藤而上的你》 | 獲獎 |
| 2012年 | K-Drama Star Awards       | 最優秀女子演技賞          | 《順藤而上的你》 | 獲獎 |
| 2012年 | 20th 大韓民國文化演藝大賞 | 最優秀女演員賞            | 《順藤而上的你》 | 獲獎 |
| 2012年 | KBS演技大賞               | 大賞                      | 《順藤而上的你》 | 獲獎 |
| 2012年 | KBS演技大賞               | 最佳情侶獎（與劉俊相）    | 《順藤而上的你》 | 獲獎 |
| 2018年 | 第54屆百想藝術大賞        | 電視劇部門 最佳女子演技賞 | 《Misty》        | 獲獎 |
| 2018年 | 第23屆亞洲電視大獎        | 最佳女主角                | 《Misty》        | 獲獎 |
| 2018年 | 第2屆THE SEOUL AWARDS     | 電視部門最佳女演員        | 《Misty》        | 獲獎 |
| 2024年 | MBC演技大奖               | 大奖                      | 《美好世界》     | 提名 |